# 審判 (タロット)

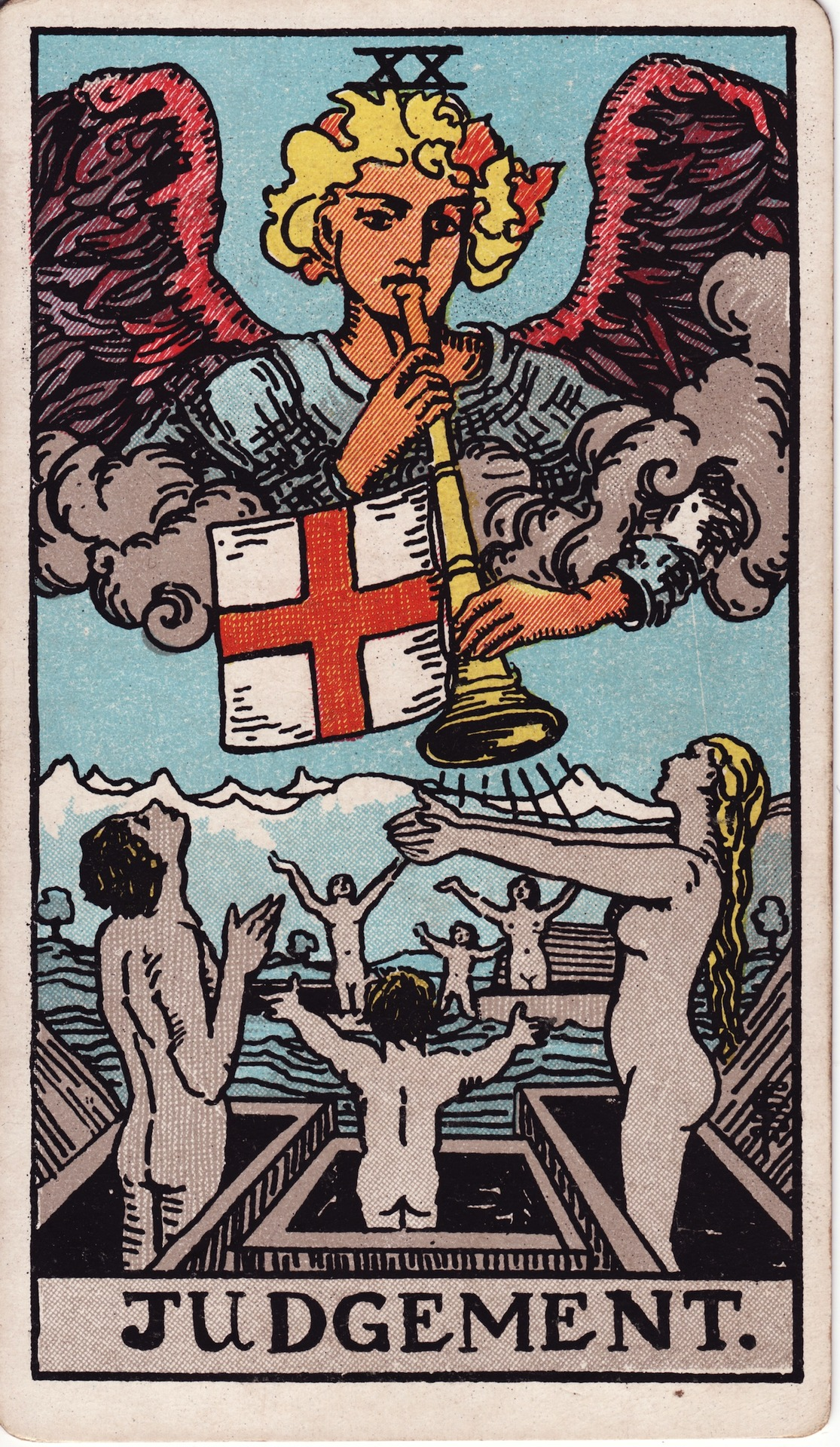
ウェイト版タロットの審判

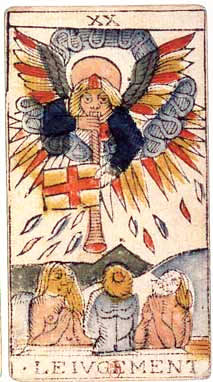
マルセイユ版タロットの審判

審判（しんぱん、英：Judgement, 仏：Le Jugement）は、タロットの大アルカナに属するカードの1枚。
カード番号は「20」。前のカードは「19 太陽」、次のカードは「21 世界」。

## カードの意味
正位置の意味
復活、結果、改善、覚醒、発展、敗者復活、転生。
逆位置の意味
悔恨、行き詰まり、悪い報せ、再起不能。
アーサー・エドワード・ウェイトのタロット図解における解説では「復活・位置の変化・更新・結果」を意味するとされる。

## カバラとの関係
ヘブライ文字はシン（ש）、ただし複数の異説がある。「黄金の夜明け団」の説ではホドとマルクトのセフィラを結合する経に関連付けられている。

## 占星術との対応
以下のような諸説がある。
- 星座：処女宮説、天蠍宮説[1]、宝瓶宮説、双魚宮説
- 惑星：月説、水星説[2]、木星説、土星説、冥王星説[3]
- 星座も惑星もあてはめずに四大のうちの「火の元素」とする説もある。

## 寓画の解釈
この場面は新約聖書の巻末・ヨハネの黙示録に由来するとされ、ラッパを吹く天使は最後の審判に基づき、大天使ガブリエルをモチーフにしたとされる。
マルセイユ版に描かれる「審判」には、雲をまとい空中から現れた巨大な天使が、鋭角的な光を放ち、右手はラッパの吹き口を持ち、左手は十字の紋章の入った旗を指差した姿で描かれ、地上には、向かって右側に老人が一人、左側に女性が一人、中心には棺からよみがえった人物が後ろ向きに立った状態で描かれている。
この天使と人物達の関係は、非常に意識的な接触であると解釈される。つまり「恋人」に登場した天使などのように地上の人物達のあずかり知らぬ所で活動しているのではなく、人物達がその存在を確認し、何らかのコンタクトをとっている様子で描かれている。このことを強く象徴するのが天使の持つラッパとギザギザの光である。ラッパとは即ち「音」であり、この天使による干渉は光と音の両方によるものであると暗示している。旧約聖書、創世記に記される神が最初に行ったとされる創造行為は「光あれ」の通り「光」である。しかし神が発した「言葉」は「音」であり、創造の前に「音」が存在したことになる。「音」は人間（あるいは動物・生物）にとって「光」よりも即物的で直接的であることは、「音」による空気の振動が聴覚だけではなく身体全体を震わせ、超音波がガラスを破壊すること等に例えることが出来る。また、「光」も人間の視覚に大きな影響を与えるものであり、これら「音」と「光」の両方による干渉からは何者も逃れることが出来ないことを暗示している。
地上に立つ3人の人物達は、この天使から逃れるどころか厳粛に受け入れている様である。この人物達の中心に立つ後ろ向きの人物は、今まさに甦った瞬間であると解釈される。しかし、この人物が男性なのか女性なのかは定かではない。わかるのは、この人物が若々しくエネルギーに満ち溢れている様子である事と、両脇の男女に復活を祝福されている事である。この人物は「吊された男」のように孤独でもなければ、「塔」のように危機的状況に居るわけでも無い、まさに通過儀礼の儀式を遂げ、新たに生まれ変わった姿であると解釈される。また人物が「3人」であることから、地上における三位一体の完成を表すとされる。さらに、これに天使を加えることで天と地をつなぎ新たなる概念の誕生を表すとする説も存在し、天使の持つ旗に記される正十字をもって裏付けとしている。